# 스티페 페리카
스티페 페리카(크로아티아어: Stipe Perica, 1995년 7월 7일, 스카브자 ~)는 크로아티아의 축구 선수로, 현재 잉글랜드 리갓 하알의 마카비 텔아비브 소속이다.